# مانفريد بيلر
مانفريد بيلر (بالألمانية: Manfred Bieler)‏ (و. 1934 – 2002 م) هو كاتب سيناريو، وكاتب من ألمانيا، وألمانيا الشرقية، ولد في تسيربست، توفي في ميونخ، عن عمر يناهز 68 عاماً.

## جوائز
حصل على جوائز منها:

Andreas Gryphius Prize ‏ (1969)

## وصلات خارجية
- مانفريد بيلر على موقع IMDb (الإنجليزية)
- مانفريد بيلر على موقع مونزينجر (الألمانية)
- مانفريد بيلر على موقع أول موفي (الإنجليزية)
- مانفريد بيلر على موقع قاعدة بيانات الأفلام السويدية (السويدية)
- مانفريد بيلر على موقع قاعدة بيانات الفيلم (الإنجليزية)
- مانفريد بيلر على موقع كينوبويسك (الروسية)